# Harmandiana vouauxii
Harmandiana vouauxii — вид грибів, що належить до монотипового роду  Harmandiana.